# Lysandra antiradiata
Lysandra antiradiata är en fjärilsart som beskrevs av Bright och Leeds 1938. Lysandra antiradiata ingår i släktet Lysandra och familjen juvelvingar. Inga underarter finns listade i Catalogue of Life.